# Arkusz drukarski
Arkusz drukarski (lub arkusz druku) – fizyczna jednostka objętości druków, lub form drukowych podstawowego koloru, stosowana przez poligrafów. Odpowiada ona jednostronnie zadrukowanemu arkuszowi papieru formatu większego od B2 ale mniejszemu od B1 (co odpowiada np. ośmiu stronom  końcowego wyrobu formatu A4, szesnastu stronom formatu A5 itd.). W przypadku druku dwustronnego arkusz drukarski odpowiada połowie powierzchni arkusza zadrukowanego tylko z jednej strony.